# Románico español
Románico español, románico hispánico o románico peninsular son denominaciones bibliográficas
para designar la división espacial del arte románico que corresponde a los reinos hispano-cristianos de la península ibérica en los siglos XI y XII. No obstante, sus rasgos estilísticos son en lo esencial comunes con el románico europeo, y en lo particular diferenciados entre las distintas zonas en que suele subdividirse. La mitad sur de la península carece de arte románico, dado que se mantuvo bajo el dominio musulmán (arte andalusí). El románico de la zona central de la península es escaso y tardío, sin prácticamente presencia al sur del Ebro y el Tajo; siendo el tercio norte peninsular la zona donde se concentran los edificios románicos. En atención al hecho de que elementos del románico se introducen en la península de este a oeste, a efectos de su estudio, la delimitación regional se hace siguiendo la misma dirección: en reinos orientales (los reinos o territorios pirenaicos: románico catalán, románico aragonés y románico navarro), y reinos o territorios occidentales (románico castellano y leonés, románico cántabro, románico asturiano, románico gallego y románico portugués).
El primer románico o románico lombardo tiene sobre todo presencia en Cataluña, mientras que el Románico pleno se difundió a partir de las fundaciones de la Orden de Cluny siguiendo el eje del Camino de Santiago. El tardorrománico se prolonga en el siglo XIII, especialmente en construcciones rurales.

## Arquitectura
La arquitectura románica supone una manera de construir dentro del estilo conocido como arte románico desarrollado en Europa, con sus características propias y su especial evolución a lo largo de más de dos siglos, que comprende desde principios del siglo XI hasta la mitad del siglo XIII. Esa misma arquitectura en España adquiere sus propias peculiaridades dejándose influir tanto por las modas que le llegan desde el exterior a través de Italia y Francia como por la tradición y recursos artísticos antiguos en la península ibérica. 
Mientras en el siglo VIII se pudo sentir en la Europa cristiana occidental la restauración carolingia, la España cristiana siguió apegada a la cultura tradicional hispanorromana y goda, sin dejarse influir por los movimientos culturales europeos, hasta la llegada del románico. 
La arquitectura románica se extendió en España en la mitad norte llegando hasta el río Tajo, en plena época de Reconquista y repoblación, en especial tras la conquista de Toledo (1085) que aseguró la paz al norte del Duero y favoreció en gran medida su desarrollo. Entró tempranamente en primer lugar por tierras catalanas de los condados de la Marca Hispánica donde desarrolló un primer románico y se extendió por el resto con la ayuda del Camino de Santiago y de los monasterios benedictinos. Dejó su huella especialmente en edificios religiosos (catedrales, iglesias, monasterios, claustros, ermitas…) que son los que han llegado al siglo XXI mejor o peor conservados, pero se construyeron también en este estilo monumentos civiles correspondientes a su época, aunque de estos últimos se conservan bastantes menos (puentes, palacios) y militares (murallas como las de Ávila, castillos de Pedraza y Sepúlveda  y torres). Tal esfuerzo constructor sólo puede entenderse como consecuencia de la pujanza de la sociedad de los reinos cristianos, capaces incluso de extraer recursos (pago de parias) de los divididos reinos taifas.
El románico se desarrolló tempranamente en los siglos X y XI, antes de la influencia de Cluny, en los Pirineos catalanes y aragoneses, simultáneamente con el norte de Italia, en lo que se ha llamado «primer románico» o «románico lombardo». Fue un estilo muy primitivo, caracterizado por los muros gruesos, la falta de escultura y la presencia de ornamentación rítmica con arcos, tipificada en el conjunto de las iglesias románicas del Valle de Boí, con piezas tan singulares como San Juan de Boí, San Clemente de Tahull  o Santa María de Taüll (las dos últimas consagradas en 1123).
El primer románico catalán estuvo muy influido por el arte carolingio y el musulmán de la península ibérica, siendo modélica la fundación del monasterio benedictino de San Pedro de Roda (878-1022). A comienzos del siglo XI hubo una gran actividad arquitectónica por parte de grupos de maestros y canteros lombardos que trabajaron por todo el territorio catalán, erigiendo iglesias bastante uniformes. El gran impulsor y difusor (así como patrocinador) de ese arte fue el abad Oliba del monasterio de Santa María de Ripoll (880-1032), que mandó que se ampliase el monasterio con un cuerpo de fachada donde se levantaron sendas torres, más un crucero con siete ábsides, decorado al exterior con ornamentación lombarda de arquillos ciegos y fajas verticales. También patrocinó la reforma de los monasterios de San Martín de Canigó (997-1026) y de San Miguel de Fluviá (desde 1017). Las edificaciones suelen ser de una o más naves abovedadas, separadas por pilares; a veces llevan la construcción de un pórtico y siempre en el exterior se ve la decoración de arquillos ciegos, esquinillas y lesenas (franjas verticales). Las torres correspondientes son especialmente bellas; unas veces van unidas al edificio y otras son exentas, de planta cuadrada o excepcionalmente cilíndrica como la de Santa Coloma de Andorra. Este primer románico lombardo se extendió también por tierras aragonesas cuyas pequeñas iglesias rurales se vieron influenciadas al mismo tiempo por las tradiciones hispánicas.
La arquitectura románica plena llegó a través del Camino de Santiago, la entonces más reciente de las tres grandes peregrinaciones cristianas creada después de que en el siglo IX se descubriera en Santiago de Compostela un sepulcro que, según se creía, encerraba los restos mortales del apóstol Santiago el Mayor. Fue un estilo auténticamente internacional, con un modelo, la abadía de Cluny, y un lenguaje común al del resto de Europa. Aparecen las típicas iglesias de peregrinación —basadas en San Sernín de Toulouse—, con tres o cinco naves, crucero, girola, absidiolos, tribuna, bóvedas de cañón y arista, y se da la alternancia de pilares y columnas, el «ajedrezado» o «taqueado jaqués» como motivo decorativo y la cúpula en el crucero. El modelo de románico español del siglo XII fue la catedral de Jaca (1077-1130), modelo que se extendió con algunas variaciones por las áreas reconquistadas según los reinos cristianos avanzaban hacia el sur.
En España no se distinguen fácilmente escuelas geográficas, como ocurre en Francia, porque los tipos aparecen mezclados aunque si se presentan ejemplos de edificios que siguen claramente, si no en su totalidad sí en gran parte, algunas de las escuelas francesas: la auvernesa  —catedral de Santiago de Compostela y la Basílica de San Vicente de Ávila—, la poitevina —Santo Domingo de Soria, uno de los mayores logros del románico español, y la mayoría de las iglesias catalanas del siglo XII, como Sant Pere de Roda y San Pedro de Galligans— y la de Perigord, cuyos ejemplos pertenecen ya a la transición hacia el gótico con novedades técnicas inducidas por la reforma cisterciense, como las cúpulas sobre trompas o pechinas—colegiata de Toro, salvo la cúpula que es de influencia bizantina, y en general el grupo de cimborrios del Duero.
El románico español también muestra influencias de los estilos «prerrománicos» —principalmente del arte asturiano, pero también del arte visigodo, arte mozárabe o de repoblación— y también del arte andalusí o hispanomusulmán y la arquitectura árabe, tan próxima, sobre todo de los techos de la mezquita de Córdoba y los arcos polilobulados. Así se advierte en San Juan de Duero (Soria), en San Isidoro de León o en la peculiar iglesia poligonal de Eunate en Navarra (con muy pocos ejemplos comparables, como la Vera Cruz segoviana.
En el reino de León el románico engarza con la tradición asturiana, con logros notables como la Cámara Santa de Oviedo, la Real Colegiata de  Santa María de Arbas —en pleno puerto de Pajares— y la iglesia de Coladilla, por la poco usual temática erótica de los canecillos y por la simplicidad de sus líneas. También hacia el norte se extendió el románico, con un sentido más rural: en Galicia, con las catedrales de Tuy y Lugo; en Cantabria, con las iglesias de Santa María de Piasca y de las colegiatas de Castañeda, Cervatos, San Martín de Elines y Santillana del Mar; y en el País Vasco, con el santuario de Nuestra Señora de Estíbaliz en Argandoña y la basílica de San Prudencio de Armentia. 
En Castilla y León predominó la planta basilical de tres naves, con la central más alta y ancha, y con triple ábside. En las rutas jacobeas los principales edificios religiosos son urbanos: la ya mencionada catedral de Jaca, el monasterio de Santo Domingo de Silos en Burgos, la real basílica de San Isidoro de León (pórtico de 1067), la iglesia de San Martín de Frómista (1066-c.1100) y la catedral de Santiago de Compostela (iniciada en 1075); aunque también las hay rurales ya que se elevaron numerosas iglesias parroquiales, más pequeñas y de una sola nave, como las de San Esteban de Corullón, Santa Marta de Tera o San Esteban de Gormaz. En algunas zonas, hubo una verdadera fiebre constructiva, como el románico palentino del que hay más de seiscientas iglesias catalogadas. El románico segoviano se caracteriza por sus torres solemnes y por el pórtico de arquerías sobre columnas sencillas o pareadas, que cumplieron una importante función en la vida urbana medieval (San Esteban).
Destacan asimismo un grupo de iglesias leonesas por sus peculiares cimborrios y cúpulas, denominándose habitualmente el grupo de cimborrios del Duero, compuesto por la catedral de Zamora (1151-1174), la colegiata de Toro (1170-mediado del XIII), la catedral Vieja de Salamanca (fin del XII-1236), y la catedral Vieja de Plasencia (principios del siglo XIII-siglo XV). Algunas iglesias y catedrales, en el siglo XIII, ya anuncian la transición al gótico, como las de Ciudad Rodrigo o Ávila. En Navarra y Aragón se nota más la influencia de Cluny. Destacan las iglesias monacales de San Juan de la Peña, San Salvador de Leyre (consagrada en 1057) y las de San Pedro de Lárrede, San Miguel de Estella, y San Pedro de Olite. En La Rioja, destaca el San Millán de la Cogolla. Son todas iglesias rurales de una sola nave, ábside semicircular y arcos ciegos. Es frecuente la presencia de torres altas y cuadradas, con ventanas en lo alto, que recuerdan a los minaretes musulmanes. En Aragón también sobresale el castillo de Loarre, del siglo XII y en Navarra, el palacio real de Estella.
En el sur aparecen las influencias arte islámico, pero donde más se nota esa influencia es en el románico mudéjar  o «románico de ladrillo», un arte urbano cuyos templos tienen la estructura de las iglesias cristianas y los motivos decorativos islámicos. Sin embargo, ese arte no estaba dominado por la concepción cristiana de la vida, ya que fueron conversos, musulmanes y judíos, los que construyeron estos templos. Destacan las iglesias de Sahagún, Arévalo, Cuéllar, Olmedo y Toro. Aunque en su conjunto el arte mudéjar es contemporáneo del gótico.
En lo que será el reino de Valencia no existen edificios puramente románicos, ya que la reconquista durante el siglo XIII, y el cambio de gusto arquitectónico hicieron que algunos edificios de planta románica fuesen finalizados en período gótico. Ejemplo de ello es la iglesia de San Juan del Hospital de Valencia, iniciada en 1238 por la orden hospitalaria tras la conquista de la ciudad de Valencia por Jaime I.
- Monasterio benedictino de San Pedro de Roda (878-1022), uno de los primeros ejemplos  románicos en el país
- Primer románico aragonés: Santuario de la Madre de Dios de Pedrui, consagrado el 5 de noviembre de 972, por el Obispado de Roda
- Colegiata de San Martín de Elines, Cantabria
- Nuestra Señora de la Anunciada (Urueña, Valladolid). Arquitectura lombarda. Es el único ejemplar en estilo románico catalán en Castilla y León.
- Iglesia de Santa María de Eunate (Navarra)

Casi todos los edificios románicos españoles que se conservan han sido clasificados como Bienes de Interés Cultural, apareciendo los más destacados ya en la lista de monumentos histórico-artísticos de  1931. Dos grandes conjuntos han sido declarados patrimonio de la Humanidad: «Caminos de Santiago: Camino de Santiago Francés y Caminos del Norte de España» (1993, amp. 2015) e «Iglesias románicas catalanas del Valle de Bohí» (2000).
El Centro de Estudios del Románico (CER) de la Fundación Santa María la Real —fundada en 1994 y que ha editado una «Enciclopedia del Románico», un trabajo de tres décadas para documentar todos los testimonios románicos de la península ibérica (más de 9000) y que alcanza ya los 55 volúmenes, avalada por un diploma del Premio Europa Nostra en «»2003—, puso en marcha, entre el 3 de noviembre y el 28 de diciembre de 2008, el concurso «Maravillas del Románico Español» para elegir los siete edificios preferidos por los internautas. Tras una primera selección realizada por un equipo de expertos, se eligieron los siguientes siete edificios (por orden): la colegiata de San Isidoro de León, la catedral de Santiago de Compostela, la catedral Vieja de Salamanca, los monasterios de San Juan de Duero, San Juan de la Peña y Santo Domingo de Silos y el castillo de Loarre.
- «Maravillas del Románico Español»
- Fachada de las Platerias (1103-1117) de la catedral de Santiago de Compostela
- Cimborrio de la catedral Vieja  de Salamanca (inicios del XI-1236)
- Monasterio de  San Juan de la Peña (1026- s. XII)
- Castillo de Loarre (s. XI) (provincia de Huesca)

## Escultura
Las obras más tempranas de la escultura románica en los reinos hispano-cristianos peninsulares son dos dinteles de la zona de Rosellón: San Genis des Fonts (fechado en 1020) y San Andrés de Sureda (que reproduce sus formas). También del XI son el tímpano de la Catedral de Jaca, los hastiales de San Isidoro de León, la Puerta de las Platerías de Santiago (del Maestro Esteban) y el claustro de Santo Domingo de Silos. En el siglo XII destaca la portada del monasterio de Ripoll, la de Santa María la Real de Sangüesa, la del monasterio de San Pedro el Viejo (Huesca) y el claustro de San Juan de la Peña. A finales del siglo XII pertenecen las portadas de la iglesia de Santa María del Camino (Carrión de los Condes) y Santo Domingo de Soria. En algunas obras de esta época es visible la transición al Gótico: el apostolado de la Cámara Santa de Oviedo, la portada de San Vicente de Ávila y el Pórtico de la Gloria de Santiago (del Maestro Mateo). Otro de los primeros escultores de nombre conocido es Arnau Cadell (capiteles del claustro de Sant Cugat).
Las tallas de bulto redondo que se han conservado, en madera policromada, suelen tener como tema el Cristo crucificado en la tipología denominada Majestad y la Virgen con el Niño en la tipología denominada Sedes sapientiae ("trono de sabiduría"). Un conjunto escultórico excepcional es el Descendimiento de San Juan de las Abadesas, ya de transición al Gótico.

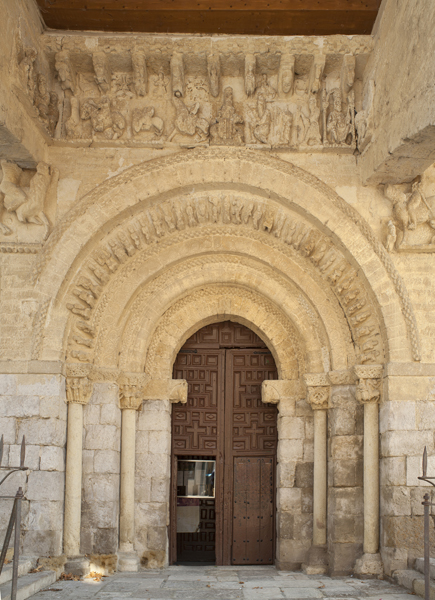
Carrión de los Condes.
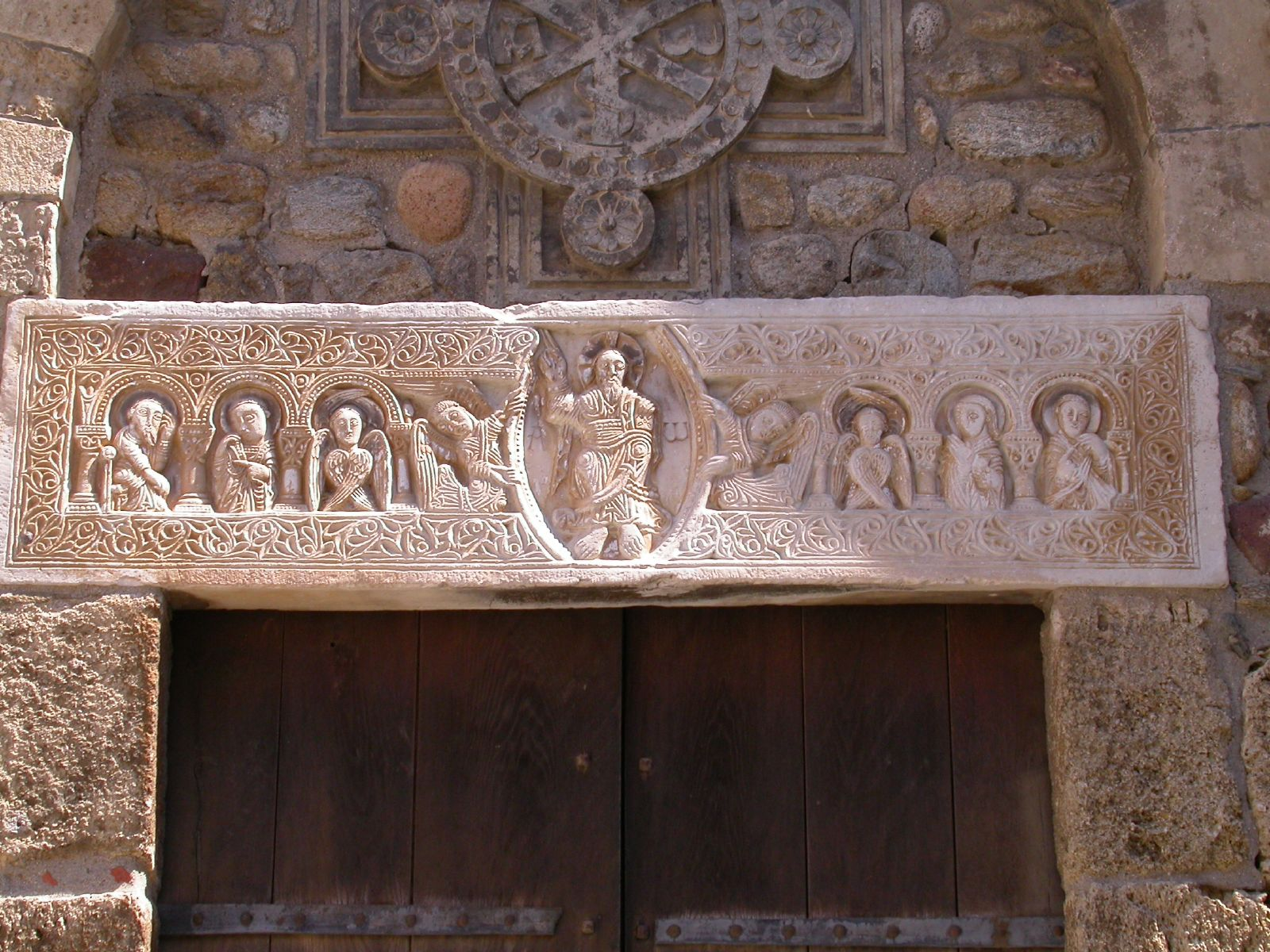
San Andrés de Sureda.
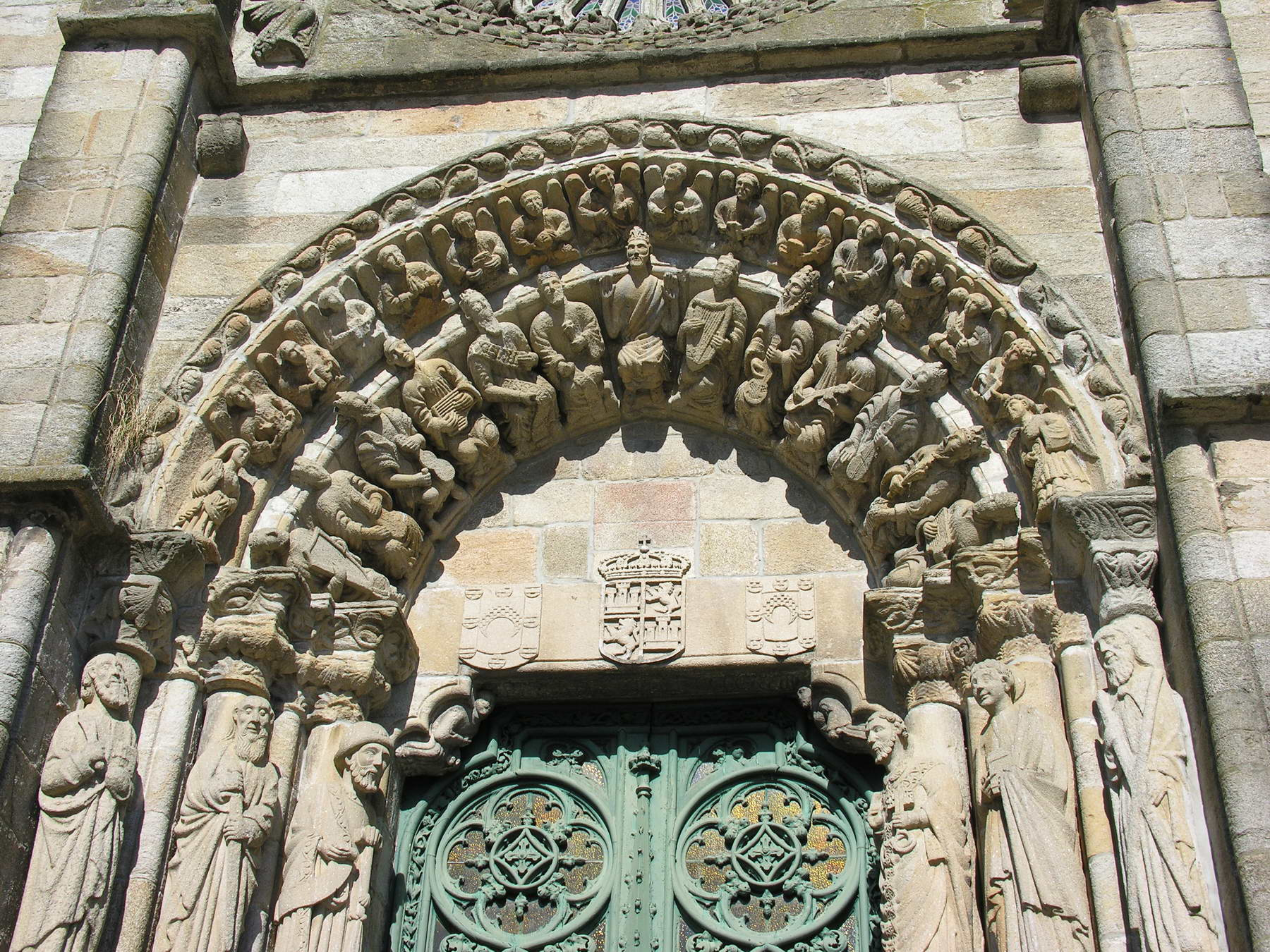
Portada de San Martiño de Noia
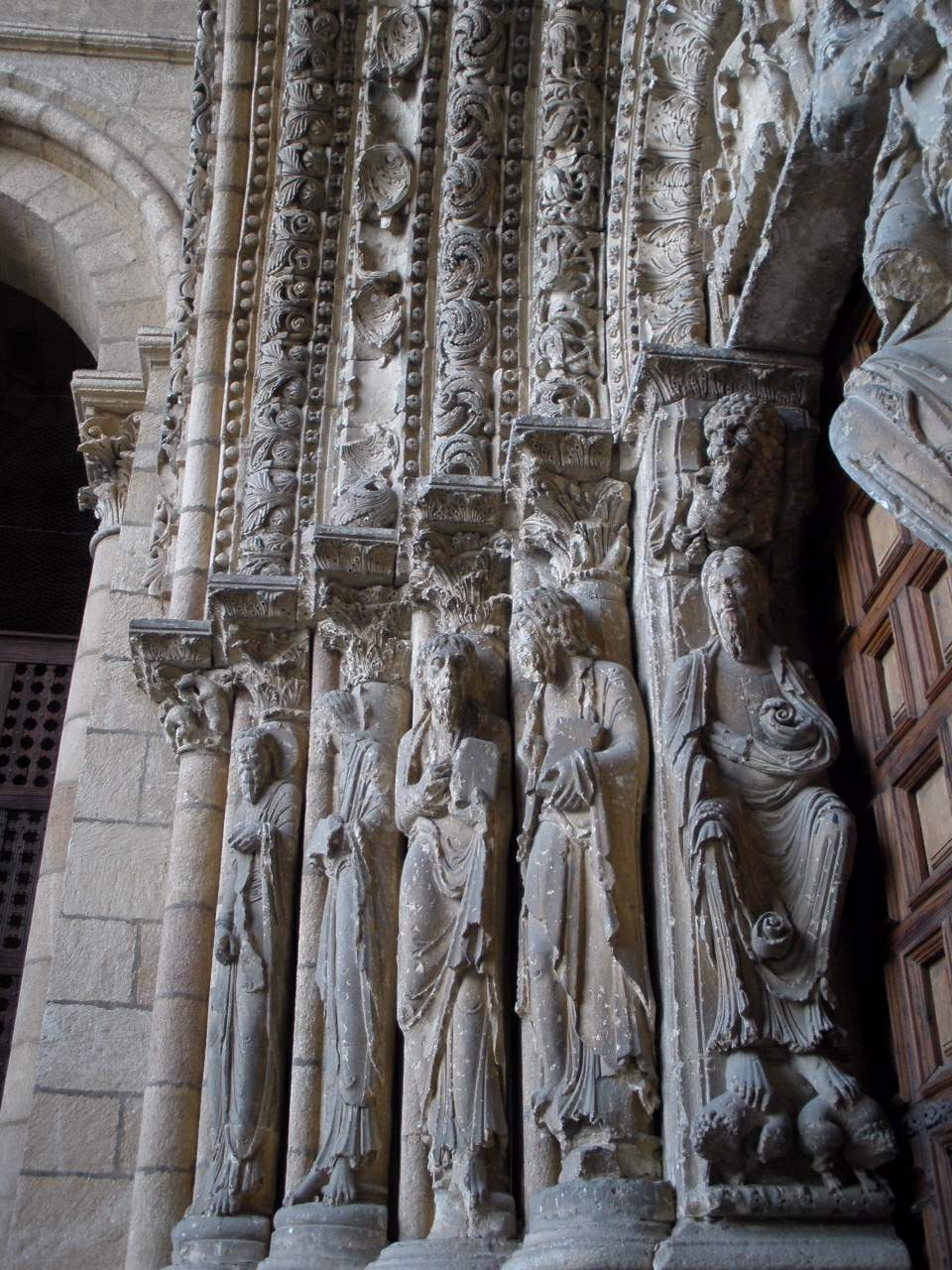
Portada oeste de San Vicente de Ávila.
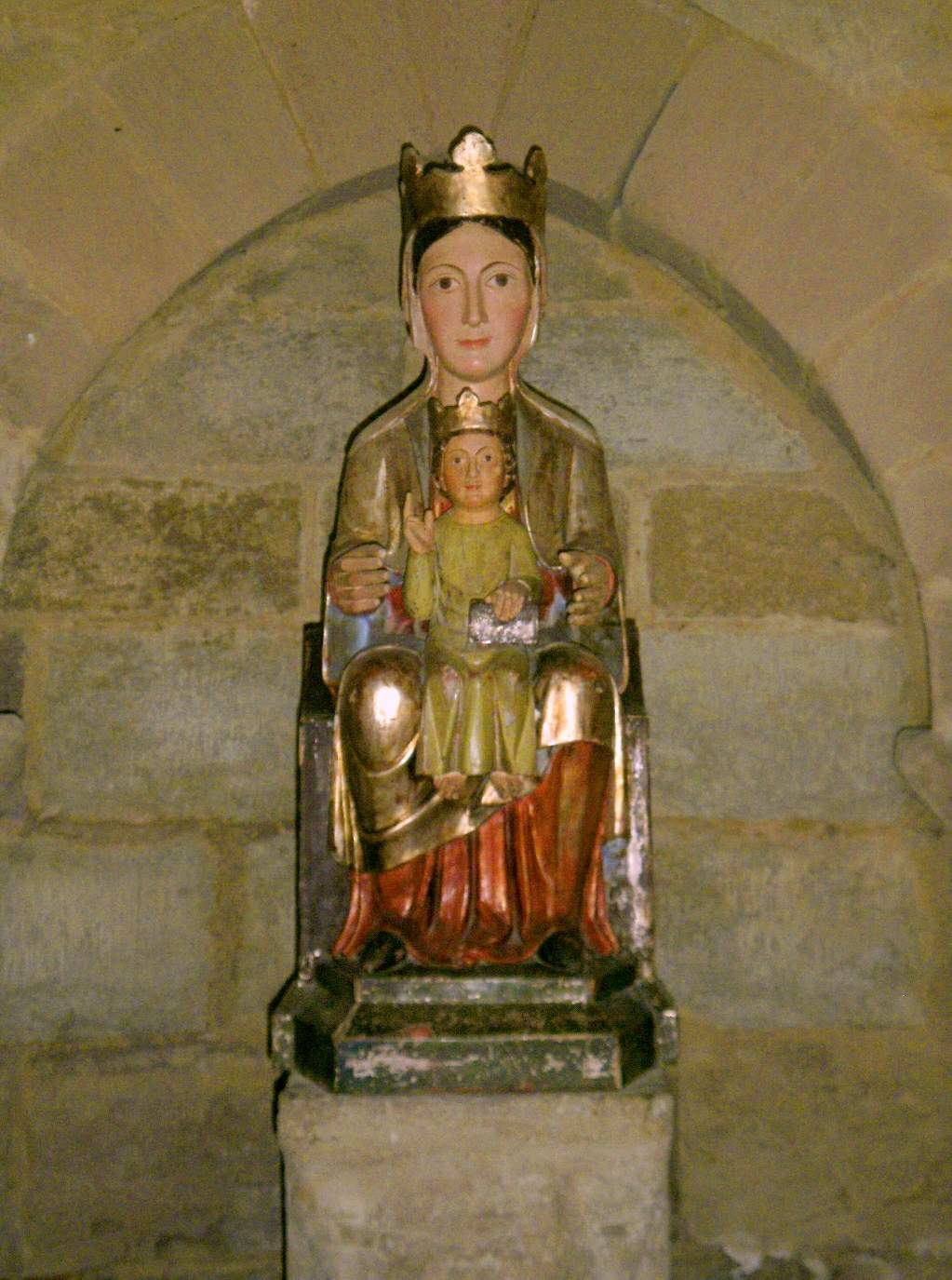
Santa María de Eunate
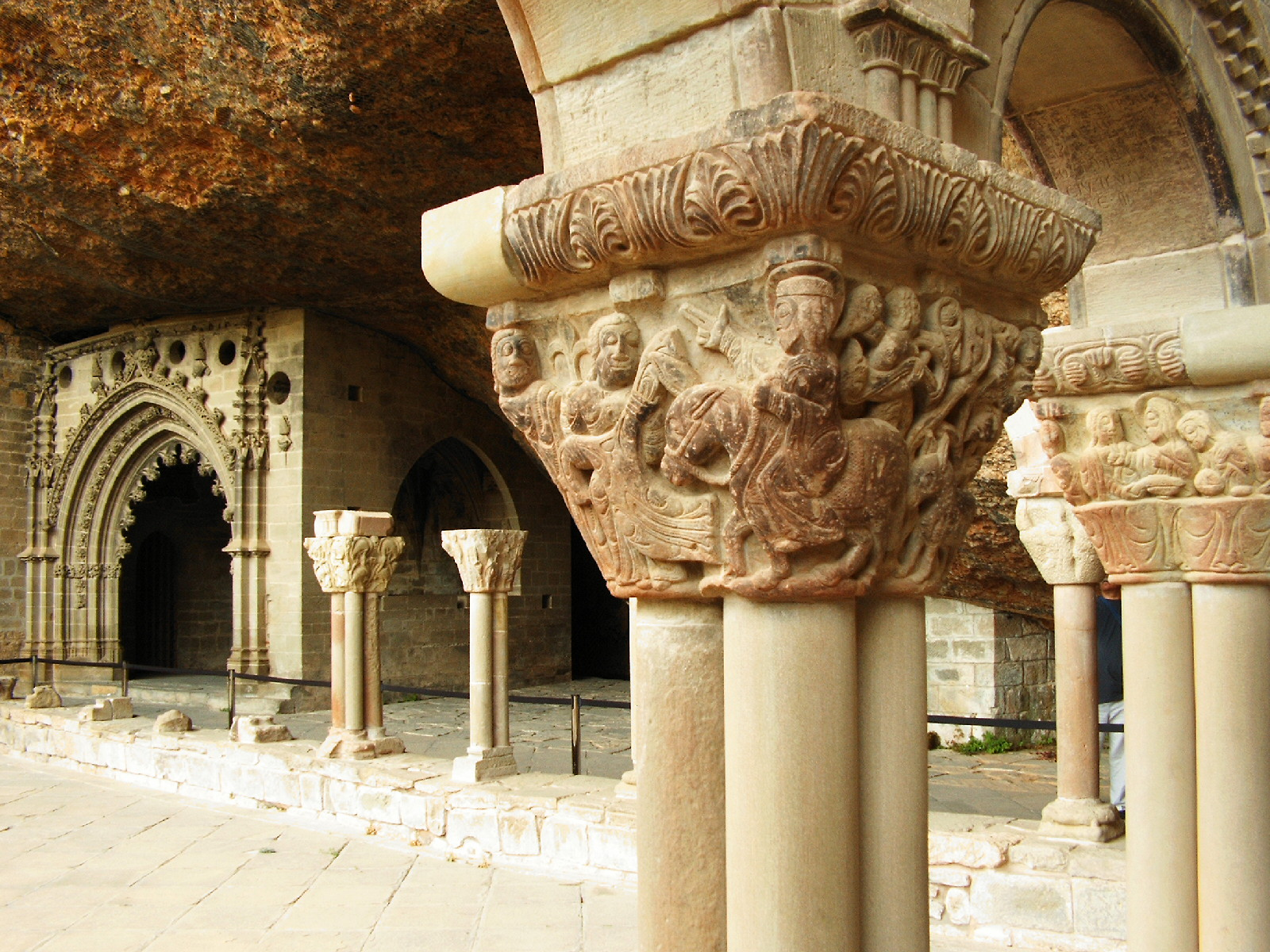
Claustro de San Juan de la Peña

## Pintura
Los frescos románicos españoles son destacadísimos: Panteón de los Reyes de San Isidoro de León, conservado in situ, o los arrancados de sus lugares de origen (ermita de San Baudelio de Berlanga, ermita de la Vera Cruz de Maderuelo -ambas en el Museo del Prado- y la colección reunida en el Museo Nacional de Arte de Cataluña).

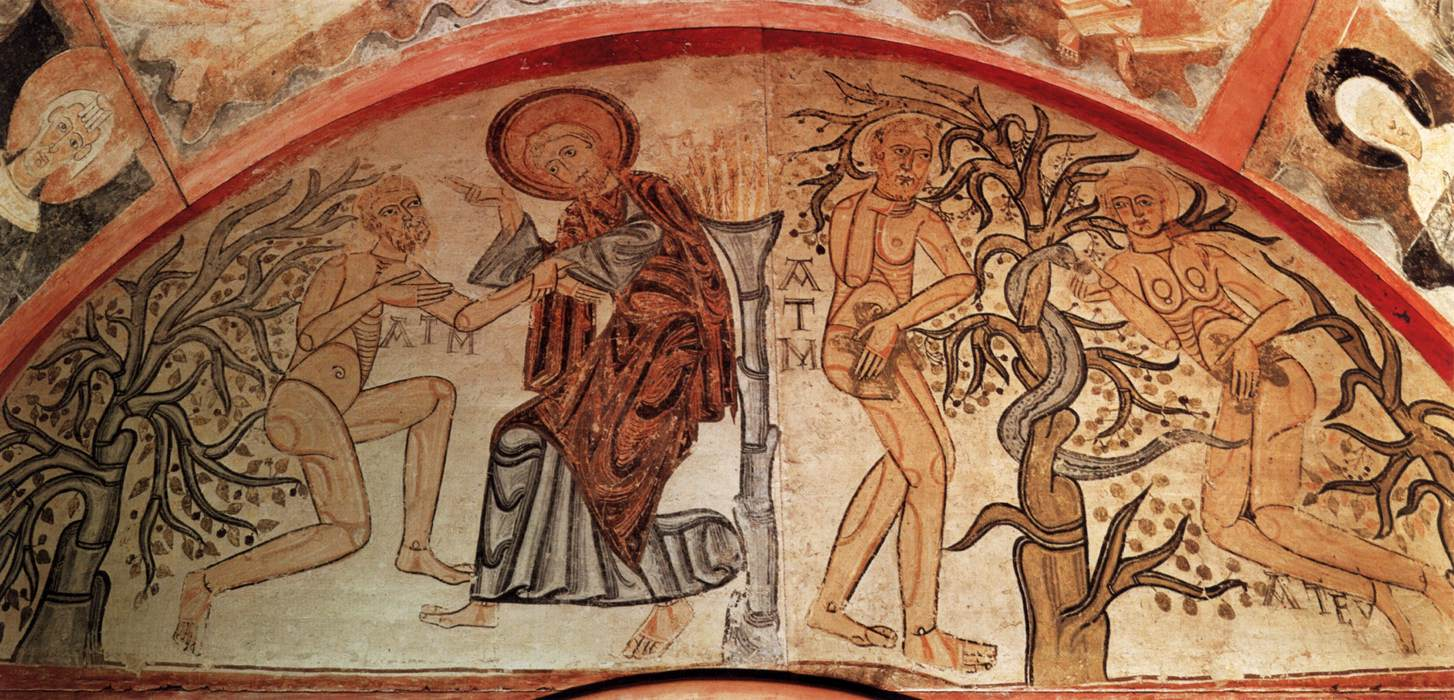
Creación de Adán y Pecado original. Ermita de Maderuelo.

La pintura sobre tabla produjo frontales de altar que, especialmente en Cataluña recogen la influencia italo-bizantina a partir del siglo XII (frontal de la Seo de Urgel). En época más tardía se va evolucionando a la pintura gótica, de mayor capacidad narrativa y menor rigidez (frontal de Avià).

## Artes suntuarias
La confección de manuscritos en los scriptoria de monasterios y catedrales fue una actividad destacadísima, continuando la tradición mozárabe (Beatos) e incorporando las influencias europeas (Libro de los Testamentos, Tumbos compostelanos, Codex Calixtinus, etc.) Se han conservado algunos destacados ejemplos de tejidos en ornamentos litúrgicos y tapices (Tapiz de la Creación de la Catedral de Gerona) La eboraria (tallado de marfiles), de influencia andalusí, tuvo un destacado taller en la corte leonesa. La orfebrería produjo ricas piezas (Cáliz de las Ágatas o de doña Urraca -ca. 1063-, Arca de San Isidoro), incluyendo la incorporación de la técnica de los esmaltes de Limoges (Frontal de Santo Domingo de Silos).

## Zonas

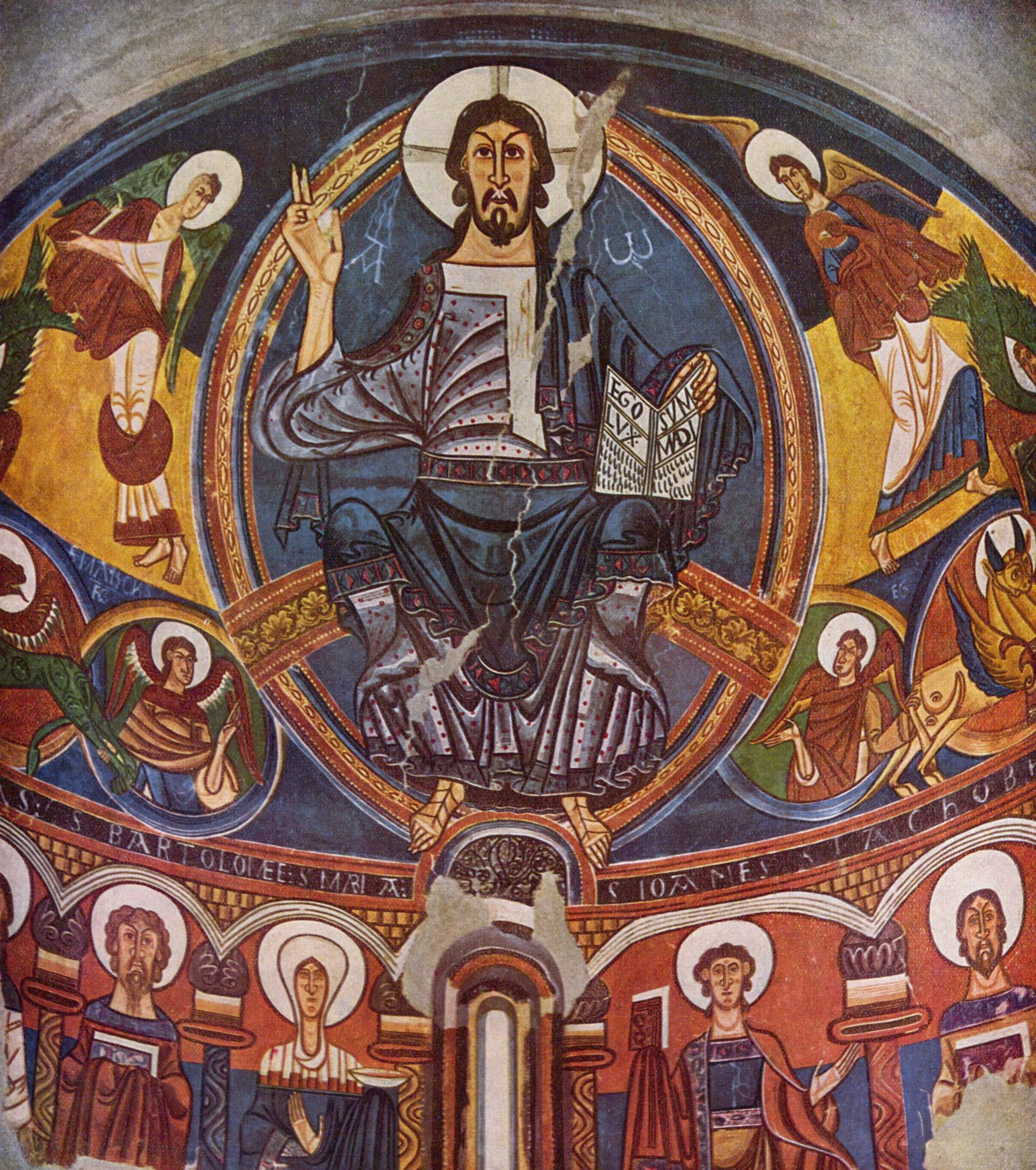
Frescos de San Clemente de Tahull
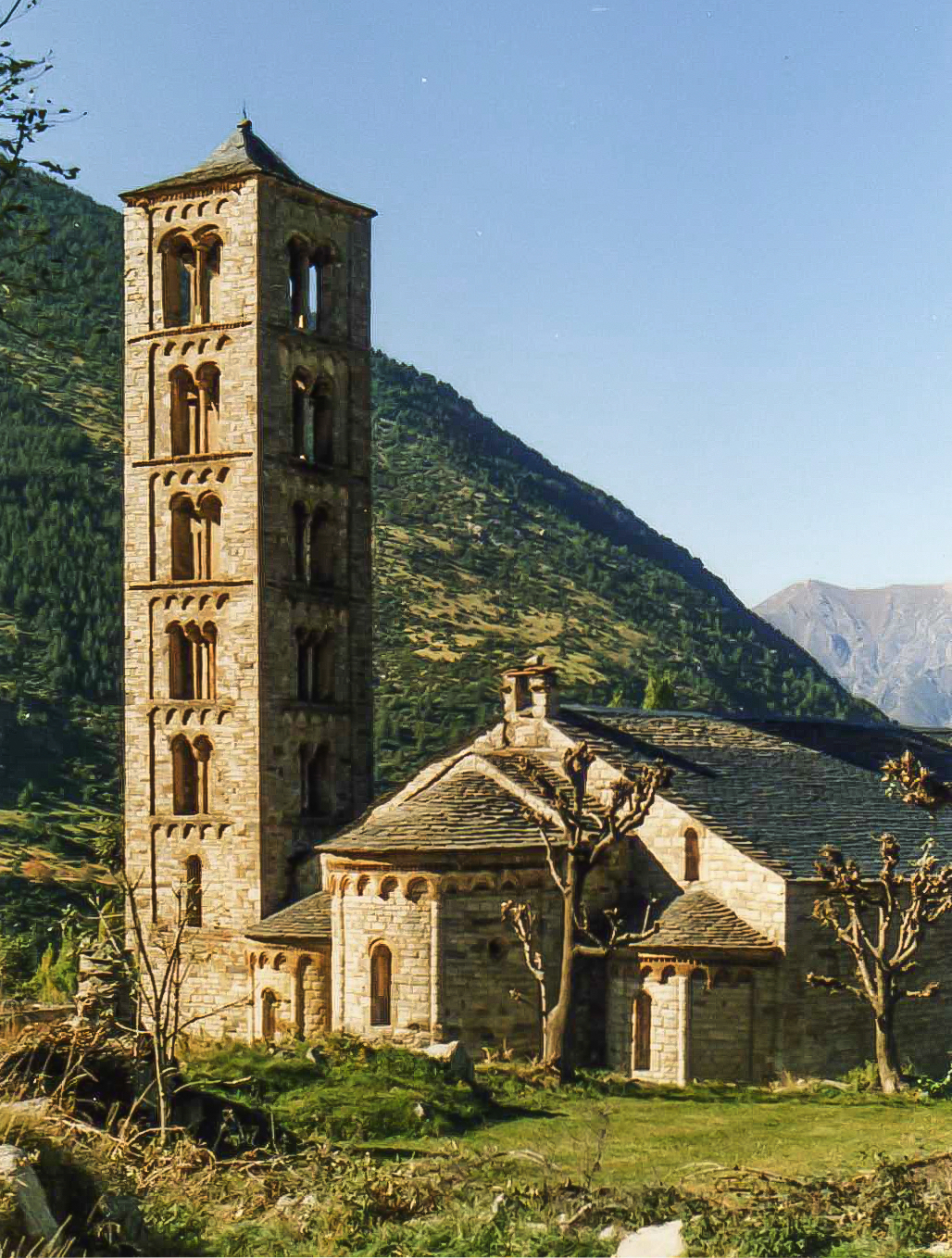
Torre y ábsides de San Clemente de Tahull
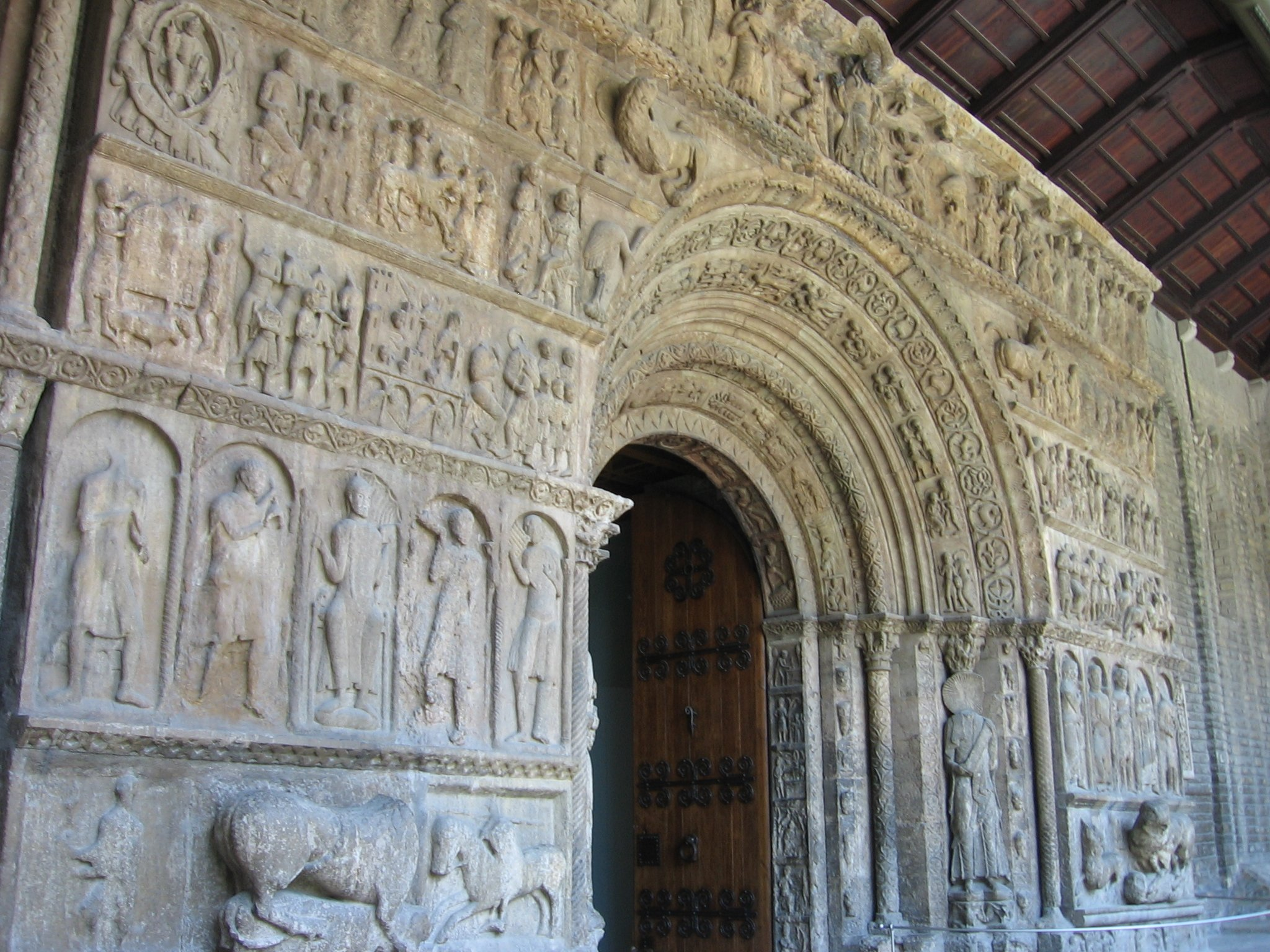
Pórtico de la iglesia del Monasterio de Ripoll
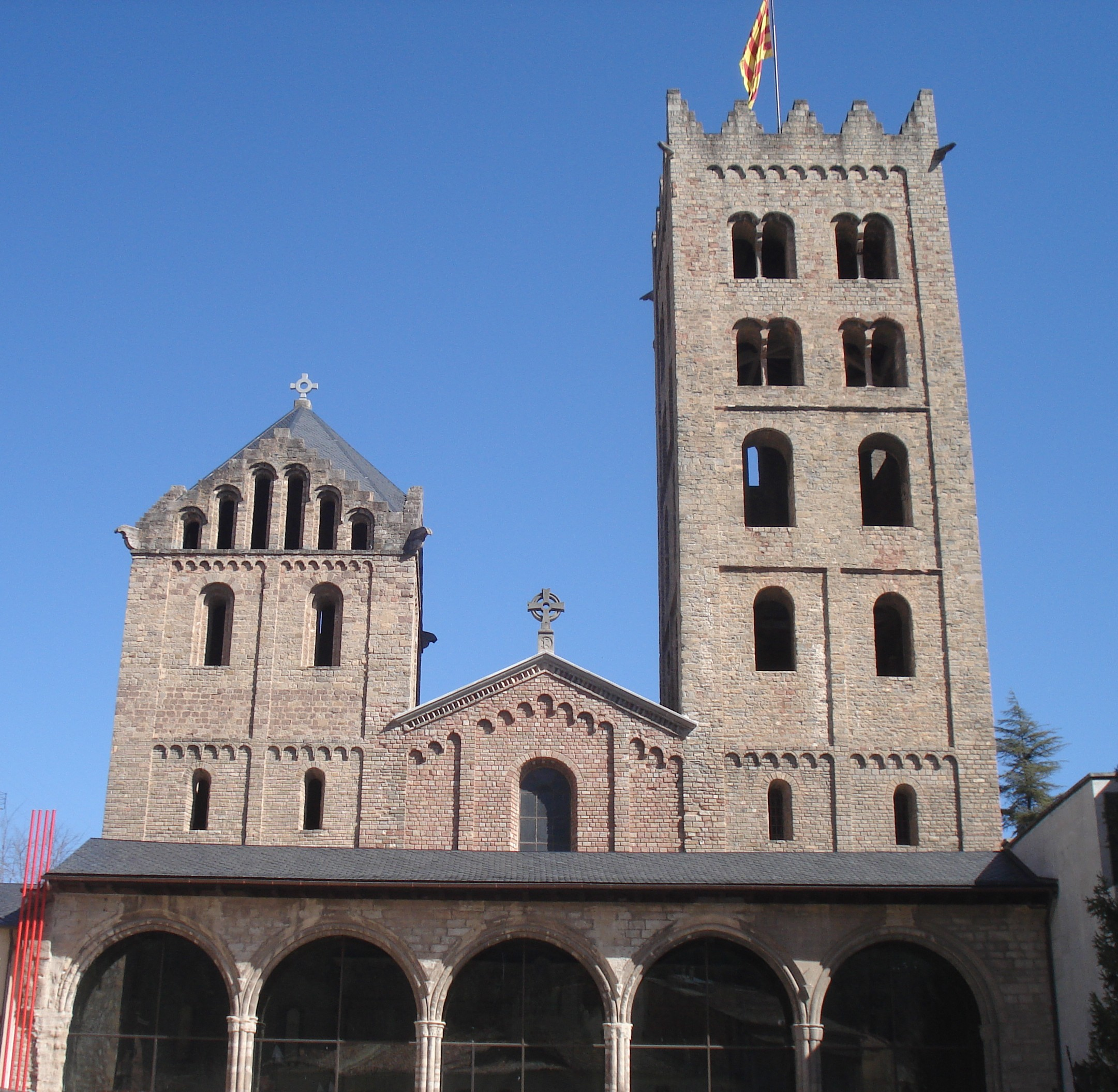
Fachada y torres de Ripoll
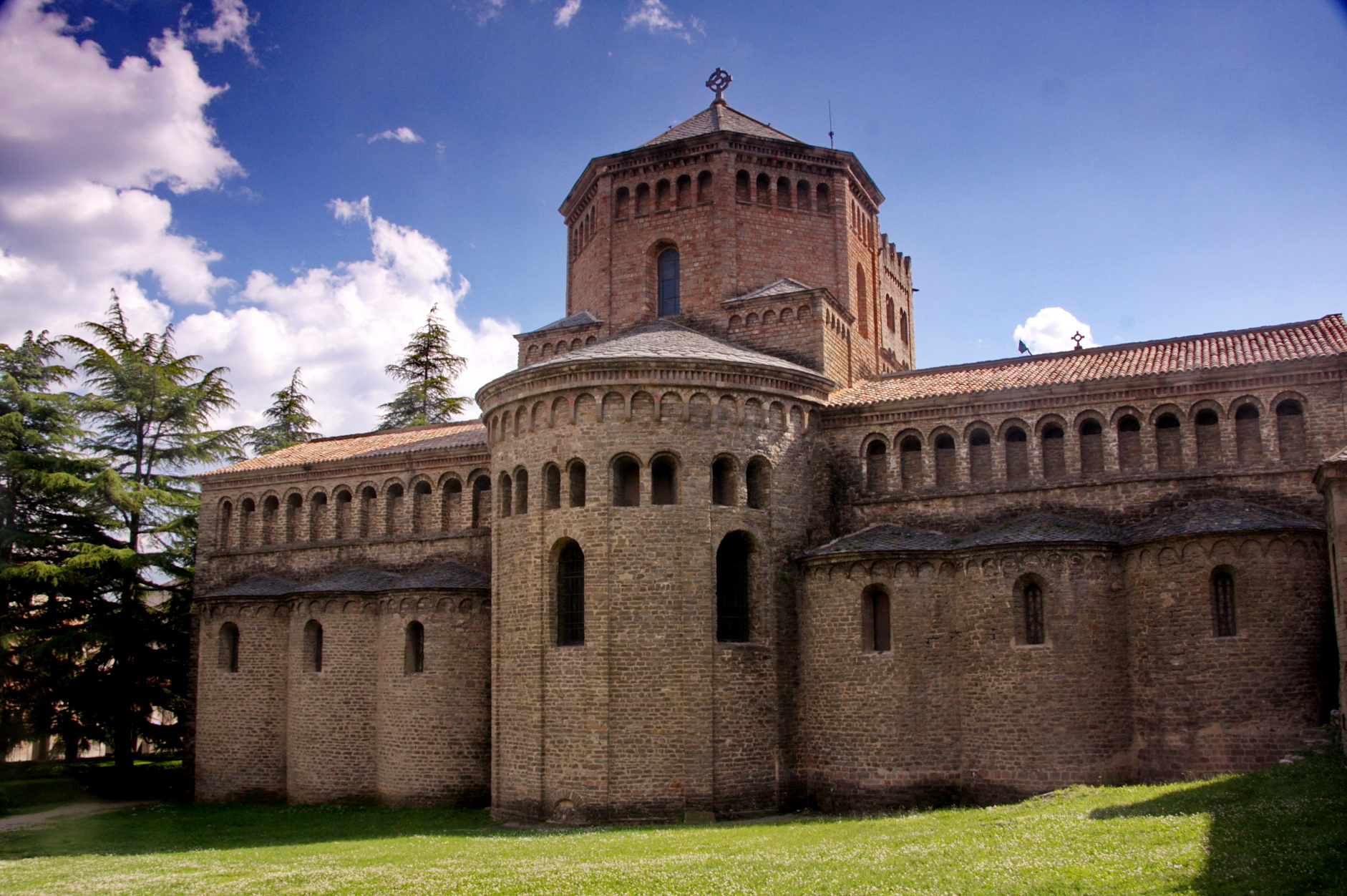
Ábsides y cimborrio de Ripoll